# Callista chione
Callista chione (a veces denominada también Cytherea chione o Meretrix chione), llamada almejón de sangre, almejón brillante, gavesia, almejón mariposa o conchas finas (como se las denomina en Málaga), es un molusco bivalvo de la familia de los Veneridae. Puede alcanzar una buena talla (hasta once centímetros). Se ve habitualmente en la cocina mediterránea con la denominación concha fina. También es frecuente que se encuentre con otras denominaciones como almejón de sangre debido a las tonalidades rojas que presenta en su interior. Suele encontrarse en profundidades cercanas a los doscientos metros de ciertas costas del mediterráneo. Se consume en países como España, Italia (Fasolaro), Francia, los Balcanes y los países del Magreb. Su consumo debe estar unido a la calidad del agua donde se ha criado, con el objeto de no favorecer toxinas en su interior.

## Características
El molusco tiene en la mayoría de las ocasiones cerca de 110 mm Ø (de diámetro), y su apariencia exterior puede variar entre un color cremoso hasta un marrón oscuro. Habita en zonas arenosas o de cantos rodados, viviendo semienterrada o enterrada alimentándose de plancton. Puede encontrarse en el mediterráneo, y en las costas atlánticas desde la salida de tal océano hasta el Canal de la Mancha. Debe ser consumida con precaución de su origen. Si es capturada en zonas con aguas de baja calidad, la Callista chione las acapara en su cuerpo, y éstas no se eliminan mediante una simple cocción.
Concentra una cierta cantidad de toxinas, por ejemplo la denominada toxina paralizante de los moluscos cuyo acrónimo inglés es PSP (de Paralytic Shellfish Poisoning), debido a que se alimenta por filtración de dinoflagelados procedentes de las mareas rojas, o aguas contaminadas como puede ser la agua estancada, aguas fecales, etc. Su periodo de captura suele ser en el mes de abril.
Valva derecha e izquierda del mismo animal:

Valva derecha
Valva izquierda

## Usos

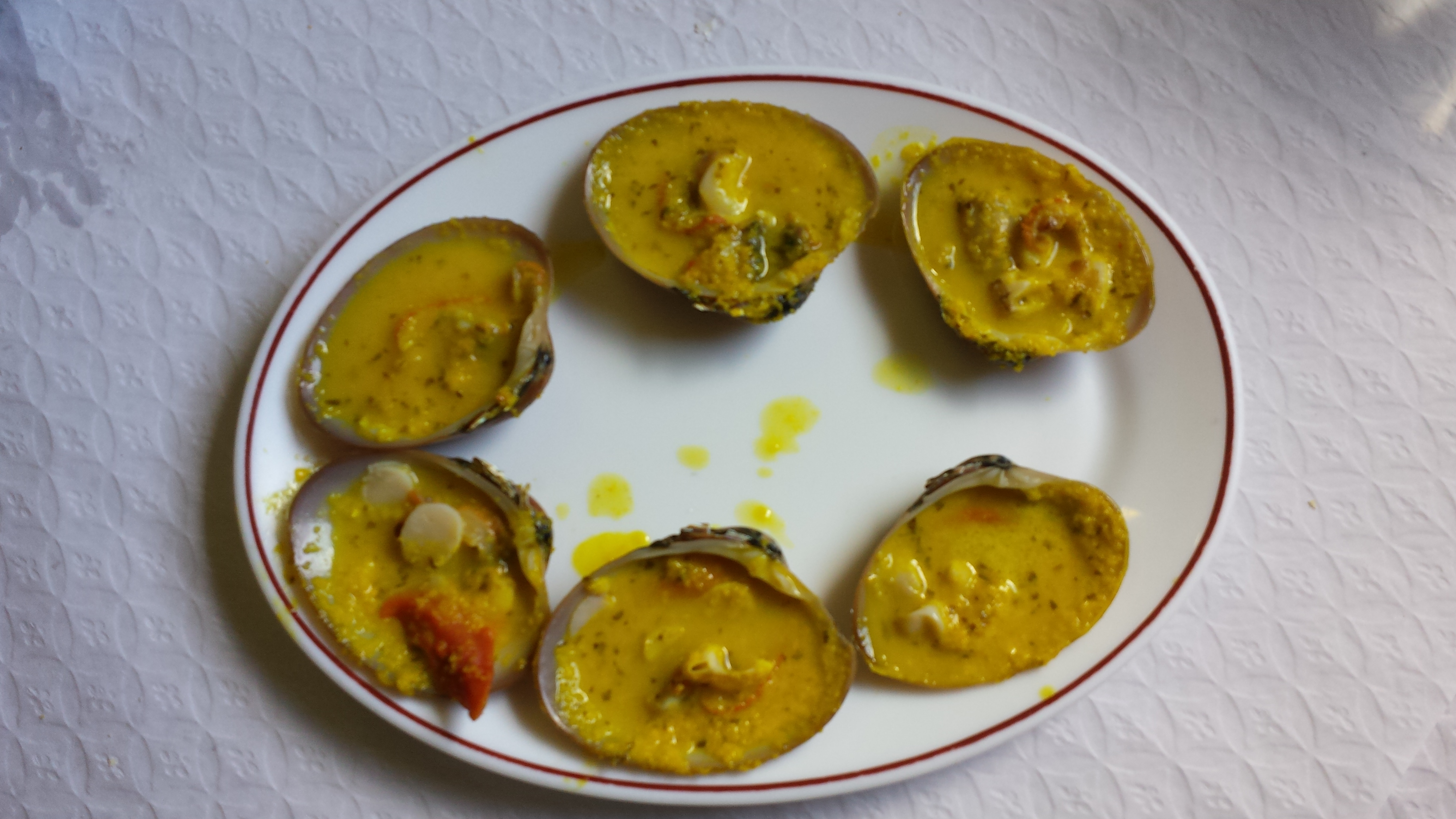
Conchas finas a la moruna

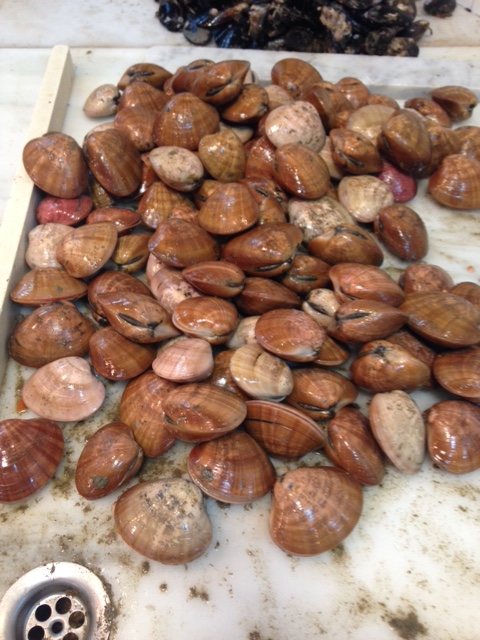
Concha fina en la plaza de abastos de Ceuta

Culinarios en muchas gastronomías, por ejemplo en Málaga o Ceuta se sirve cruda como tapa (al natural), o con cilantro y lima. Otras preparaciones pueden ser a la marinera, al pil-pil o a la moruna. En pesca se suele emplear como cebo para el pargo o la dorada. En España es fácil encontrarlas en latas de conserva como "concha fina" elaboradas por Ubago en Marruecos.